# ウヨンタナ
ウヨンタナ（Wuyontana、中国語: 乌云塔娜; 繁体字: 烏雲塔娜; 拼音: wūyúntǎnà、モンゴル語: Уюнтана / ᠣᠶᠣᠨᠲᠠᠨᠠ、ローマ字転写: Uyuntana）は、中国の内モンゴル自治区通遼市出身のモンゴルの歌手。内モンゴル人民解放軍芸術団の歌手に選ばれた。
- 1987年 - 日本へ移住。翌年に昭和女子大学大学院へ入学。大学院在学中より音楽活動開始。
- 1990年 - 中国にて日本の紅白に相当する『春節聯歓晩会』に出演。
- 1994年 - NHKスペシャル番組『中国〜12億人の改革開放』のテーマ音楽の主題歌を歌う。菅野よう子作曲。
- 1995年 - 昭和女子大学大学院・修士課程修了。
- 1997年 - TBSテレビ『筑紫哲也 NEWS23』のテーマ音楽（坂本龍一作曲）に参加。
- 1998年 - 岩代太郎のスペシャル企画制作に参加。その他、数多くのアニメソングの歌唱、また劇場コンサート、テレビ、ラジオにも多数出演。『マクロスプラス』、『シャーマニックプリンセス』、『ベターマン』、『劇場版カードキャプターさくら』などの多くのアニメでボーカリストとして出演している。
- 2002年 - 事情により活動拠点を上海に置き、しばらく音楽活動を休止
- 2010年 - 音楽創作活動を再開。また、音楽のみならず、文筆活動やアパレルプロデュースも行う。

## アルバム
- ホルチン (1998年)
- 天の壁 (2001年)

| スタブアイコン | サブスタブ | この項目は、まだ閲覧者の調べものの参照としては役立たない、歌手に関連した書きかけの項目です。この項目を加筆・訂正などしてくださる協力者を求めています（P:音楽/PJ:芸能人）。 |